# Challenger de Guadalajara 2014
El Jalisco Open 2014 fue un torneo de tenis profesional jugado en canchas duras. Se disputó la cuarta edición del torneo que formó parte del circuito ATP Challenger Tour 2014. Se llevó a cabo en Guadalajara, México entre el 24 y el 30 de marzo de 2014.

## Jugadores participantes del cuadro de individuales
| Favorito | País                               | Jugador            | Rank1 | Posición en el torneo |
| -------- | ---------------------------------- | ------------------ | ----- | --------------------- |
| 1        | Bandera de Francia                 | Kenny de Schepper  | 66    | Primera ronda         |
| 2        | Bandera de Australia               | Matthew Ebden      | 67    | Primera ronda         |
| 3        | Bandera de Rusia                   | Alex Bogomolov Jr. | 94    | Primera ronda         |
| 4        | Bandera de la República Dominicana | Víctor Estrella    | 100   | Primera ronda         |
| 5        | Bandera de Alemania                | Dustin Brown       | 102   | Cuartos de final      |
| 6        | Bandera de Alemania                | Jan-Lennard Struff | 104   | Semifinales           |
| 7        | Bandera de Eslovaquia              | Lukáš Lacko        | 105   | Segunda ronda         |
| 8        | Bandera de Alemania                | Peter Gojowczyk    | 111   | Primera ronda         |

| Posición en el torneo   |
| ----------------------- |
| Primera y segunda ronda |
| Cuartos de final        |
| Semifinales             |
| FINAL                   |
| CAMPEÓN                 |

- 1 Se ha tomado en cuenta el ranking del 17 de marzo de 2014.

### Otros participantes
Los siguientes jugadores recibieron una invitación (wild card), por lo tanto ingresan directamente al cuadro principal (WC):
- Miguel Ángel Reyes Varela
- Lucas Gómez
- Eduardo Orozco Rangel
- César Ramírez

Los siguientes jugadores ingresan al cuadro principal tras disputar el cuadro clasificatorio (Q):
- Gilles Müller
- Takanyi Garanganga
- Agustín Velotti
- Marcelo Arévalo

Los siguientes jugadores ingresan al cuadro principal como alternantes (Alt):
- Hiroki Moriya
- Andrea Arnaboldi

Los siguientes jugadores ingresan al cuadro principal como exención especial (SE):
- Samuel Groth
- Ante Pavić

Los siguientes jugadores ingresan al cuadro principal como lucky loser (LL):
- John-Patrick Smith

## Jugadores participantes en el cuadro de dobles

### Cabezas de serie
| Favorito | País                 | Jugador        | País                 | Jugador        | Rank1         | Posición en el torneo |
| -------- | -------------------- | -------------- | -------------------- | -------------- | ------------- | --------------------- |
| 1        | Bandera de Croacia   | Marin Draganja | Bandera de Croacia   | Mate Pavić     | 105           | Semifinales           |
| 2        | Bandera de la India  | Purav Raja     | Bandera de la India  | Divij Sharan   | 134           | Primera ronda         |
| 3        | Bandera de Alemania  | Andre Begemann | Bandera de Australia | Matthew Ebden  | 139           | FINAL                 |
| 4        | Bandera de Australia | Samuel Groth   | Bandera de Australia | Chris Guccione | Primera ronda | 142                   |

- 1 Se ha tomado en cuenta el ranking del día de marzo de 2014.

## Campeones

### Individual Masculino
- Gilles Müller derrotó en la final a  Denis Kudla, 6–2, 6–2

### Dobles Masculino
- César Ramírez /  Miguel Ángel Reyes-Varela derrotó en la final a  Andre Begemann /  Matthew Ebden, 6–4, 6–2